# Pseudagrion coriaceum
Pseudagrion coriaceum är en trollsländeart som först beskrevs av Selys 1876.  Pseudagrion coriaceum ingår i släktet Pseudagrion och familjen dammflicksländor. Inga underarter finns listade i Catalogue of Life.